# Felix Scheinberger
Felix Scheinberger (Fráncfort del Meno, 1969) es un dibujante e ilustrador alemán. Además de libros, revistas y juegos para niños también ha ilustrado varios libros para adultos y ha escrito libros de texto.

## Biografía
Felix Scheinberger estudió diseño gráfico en Hamburgo con especialización en ilustración con Klaus Ensikat y Erhard Göttlicher, y luego publicó para el Gremio del Libro de Gutenberg (Büchergilde Gutenberg) y la editorial Hermann Schmidt de Mainz, entre otros.
Obtuvo fama como ilustrador de libros a través de la ilustración de El país de las últimas cosas de Paul Auster (2001) o La muerte en Venecia de Thomas Mann (2005). En 2011, Homo Faber de Max Frisch se publicó por el Gremio del Libro de Gutenberg. También ha escrito varios libros de texto sobre dibujo e ilustración, como El valor de los cuadernos de boceto (Mut zum Skizzenbuch), Acuarela para diseñadores (Wasserfarbe für Gestalter) e Ilustración (Illustration), todos publicados por la editorial Hermann Schmidt.
En 2007 trabajó como profesor de dibujo e ilustración en el HAW de Hamburgo (Hochschule für Angewandte Wissenschaften Hamburg) y en la Universidad de Ciencias Aplicadas de Mainz (Hochschule Mainz). En 2008 fue profesor invitado de dibujo e ilustración en la Academia de artes y diseño de Academia de artes y diseño Bezalel de Jerusalén. Desde septiembre de 2010 es profesor de dibujo e ilustración en el departamento de diseño de la Universidad de Ciencias Aplicadas de Münster (Fachbereich Design Münster); inicialmente como suplente y desde septiembre de 2012 como profesor.
Scheinberger es miembro del consejo de administración de la revista literaria Belletristik desde 2008. 
De 2010 a 2012 fue vicepresidente de Illustratoren Organisation (IO), la asociación profesional de ilustradores de habla alemana.

## Obras
- Mut zum Skizzenbuch. Zeichnen & Skizzieren unterwegs [El valor del cuaderno de bocetos. Bocetar y dibujar sobre la marcha]. Hermann Schmidt, Mainz, 2009, ISBN 978-3-87439-782-7.
- Wasserfarbe für Gestalter [Acuarela para diseñadores]. Hermann Schmidt, Mainz 2011, ISBN 978-3-87439-824-4.
- Illustration – 100 Wege einen Vogel zu malen [Ilustración - 100 maneras de pintar un pájaro]. Hermann Schmidt, Mainz 2013, ISBN 978-3-87439-833-6.
- Drainting – Die Kunst, malen und zeichnen zu verbinden [Drainting: el arte de combinar pintura y dibujo]. Hermann Schmidt, Mainz 2018, ISBN 978-3-87439897-8.[4]

## Libros ilustrados
- Im Düsterwald [En el bosque sombrío]. Editorial Ravensburger, Ravensburg, 1999.[5]
- Im Land der letzten Dinge [El país de las últimas cosas] de Paul Auster. Gremio del Libro de Gutenberg, Frankfurt, 2001.
- Das kalte Herz [Corazón de piedra], de Wilhelm Hauff. Editorial Speer, Zúrich, 2002.
- Toddel, der mutigste Hase der Welt [Toddel, el conejito más valiente del mundo]. Editorial Nord Süd, Zúrich, 2003.[6]
- Loreley am jungen Rhein [Loreley en el joven Rin]. Editorial Alpenland, Vaduz, 2003.[7]
- Der Tod in Venedi [La muerte en Venecia] de Thomas Mann. Gremio de libros Gutenberg, Frankfurt, 2005.
- Aus dem Leben des Manuel Zorn [De la vida de Manuel Zorn] de Almut Klotz. Editorial Ventil, Mainz, 2006.
- Von Skandalen in Journalen [De escándalos en revistas]. Editorial Wolf Schwartz, Heidelberg 2007.
- Das Haus der Wahrsager [La casa de los adivinos]. Editorial Rowohlt, Reinbek 2008.
- Homo Faber. Gremio del Libro de Gutenberg, Frankfurt, 2011.
- Dummer August und Kolumbine. Editorial Fixpoetry, Hamburgo, 2012.
- Erinnerungen an Kupfercreme [Recuerdos de crema cobriza]. Editorial Fixpoetry, Hamburgo, 2012.
- Seelandschaft mit Pocahontas [Paisaje marino con Pocahontas]. Editorial Officina Ludi, Hamburgo, 2012.
- Hamburg Skizzenbuch [Cuaderno de bocetos de Hamburgo]. Editorial Christophorus, Friburgo, 2015.
- Hedo Berlin. Skizzen aus dem Berliner Nachtleben [Hedo Berlín. Bocetos de la vida nocturna de Berlín]. Editorial Jaja, Berlín, 2016.[8]

|                                         |
| Portada del libro La muerte en Venecia. |

|                                          |
| Ilustración sobre juegos de computadora. |